# إدوارد إس. ماتياس
إدوارد إس. ماتياس (بالإنجليزية: Edward S. Matthias)‏ هو محامي وقاضي أمريكي، ولد في 6 أبريل 1873 في غيلبوا في الولايات المتحدة، وتوفي في 2 نوفمبر 1953 في كولومبوس في الولايات المتحدة.